# Cincinnati Bengals 2003
La stagione 2003 dei Cincinnati Bengals è stata la 35ª della franchigia nella National Football League, la 38ª complessiva. Marvin Lewis sostituì il licenziato Dick LeBeau come capo-allenatore dopo la peggior stagione nella storia della squadra. I Bengals avevano la prima scelta assoluta nel Draft NFL 2003 con cui scelsero il quarterback vincitore dell'Heisman Trophy Carson Palmer. Dopo una partenza lenta, Cincinnati si riprese a metà stagione, vincendo quattro gare consecutive e trovandosi su un record di 7-5 prima di una partita chiave contro i Baltimore Ravens nella settimana 14 con la possibilità di vincere la division. Tuttavia i Bengals furono battuti in prima serata per 31–13. Seguì una vittoria sui San Francisco 49ers ma su un record di 8–6 la squadra non riuscì a ottenere la nona vittoria, perdendo le ultime due gare e non riuscendo a centrare la prima stagione con un record positivo in 13 anni.

## Roster
| Roster dei Cincinnati Bengals nel 2003 |
| --- |
| Quarterback - 3 Jon Kitna - 6 Shane Matthews - 9 Carson Palmer Running Back - 36 Brandon Bennett - 28 Corey Dillon - 37 Jeremi Johnson FB - 32 Rudi Johnson - 33 Kenny Watson Wide Receiver - 84 T.J. Houshmandzadeh - 85 Chad Johnson - 83 Kevin Walter - 80 Peter Warrick - 87 Kelley Washington Tight End - 82 Reggie Kelly - 89 Matt Schobel - 86 Tony Stewart Offensive Linemen - 71 Willie Anderson T - 74 Rich Braham C - 63 Mike Goff G - 76 Levi Jones T - 75 Scott Kooistra T - 77 Víctor Leyva G - 79 Scott Rehberg G/T - 65 Eric Steinbach G - 62 Alex Sulfsted G - 66 Thatcher Szalay C Defensive Linemen - 92 Duane Clemons DE - 99 Oliver Gibson DT - 60 Langston Moore DT - 98 Elton Patterson DE - 91 Carl Powell DE - 90 Justin Smith DE - 70 Glen Steele DT - 97 John Thornton DT - 94 Tony Williams DT Linebacker - 53 Khalid Abdullah OLB - 59 Frank Chamberlin OLB - 51 Kevin Hardy MLB - 50 Riall Johnson OLB - 56 Brian Simmons OLB Defensive Back - 45 Rogers Beckett SS - 21 Jeff Burris CB - 27 Artrell Hawkins CB - 26 Tory James CB - 34 Kevin Kaesviharn FS - 44 Marquand Manuel SS - 37 Reggie Myles CB - 30 Terrell Roberts CB - 20 Mark Roman FS - 23 Dennis Weathersby CB Special Team - 17 Shayne Graham K - 10 Kyle Richardson P - 48 Brad St. Louis LS/TE Lista delle riserve - 52 Dwayne Levels LB (IR) - 72 Matt O'Dwyer G (IR) - 57 Adrian Ross LB (IR) Squadra di allenamento - 73 Belton Johnson OT - 42 Ricot Joseph S - 35 James Lynch FB - 64 Mike Mabry C - 93 Greg Scott DE |
| Legenda - I rookie sono in corsivo. - Il primo ruolo è il principale mentre gli eventuali successivi indicano i ruoli secondari. - (IR) sta per Injured Reserve ed indica la lista ristretta per un solo giocatore infortunato che può tornare ad allenarsi dopo la settimana 6 e a rientrare in prima squadra dopo che questa ha giocato 8 partite. - (NF-Inj.) / (NF-Ill.) stanno rispettivamente per Non-Football Injured e Non-Football Illness ed indicano le liste dove viene inserito un giocatore che ha un infortunio o una malattia non dipendente dal football americano. - (PUP) sta per Physically Unable to Perform ed indica la lista dove viene inserito un giocatore mentre è in attesa di recuperare la condizione fisica. Nella stagione regolare dopo la sesta partita giocata dalla propria squadra, il giocatore ha tempo tre settimane per riprendere ad allenarsi, più tre settimane aggiuntive dal suo rientro agli allenamenti per rientrare in prima squadra. |

## Calendario
| Stagione regolare |                    |                        |                    |                    |                    |
| Turno             | Data               | Avversario             | Risultato          | Record             | Pubblico           |
| 1                 | 7 settembre        | Denver Broncos         | S 10–30            | 0–1                | 63,820             |
| 2                 | 14 settembre       | at Oakland Raiders     | S 20–23            | 0–2                | 50,135             |
| 3                 | 21 settembre       | Pittsburgh Steelers    | S 10–17            | 0–3                | 64,596             |
| 4                 | 28 settembre       | at Cleveland Browns    | V 21–14            | 1–3                | 73,428             |
| 5                 | 5 ottobre          | at Buffalo Bills       | S 16–22            | 1–4                | 72,615             |
| 6                 | Settimana di pausa | Settimana di pausa     | Settimana di pausa | Settimana di pausa | Settimana di pausa |
| 7                 | 19 ottobre         | Baltimore Ravens       | V 34–26            | 2–4                | 53,553             |
| 8                 | 26 ottobre         | Seattle Seahawks       | V 27–24            | 3–4                | 52,131             |
| 9                 | 2 novembre         | at Arizona Cardinals   | S 14–17            | 3–5                | 23,531             |
| 10                | 9 novembre         | Houston Texans         | V 34–27            | 4–5                | 50,437             |
| 11                | 16 novembre        | Kansas City Chiefs     | V 24–19            | 5–5                | 64,923             |
| 12                | 23 novembre        | at San Diego Chargers  | V 34–27            | 6–5                | 52,069             |
| 13                | 30 novembre        | at Pittsburgh Steelers | V 24–20            | 7–5                | 58,797             |
| 14                | 7 dicembre         | at Baltimore Ravens    | S 13–31            | 7–6                | 69,468             |
| 15                | 14 dicembre        | San Francisco 49ers    | V 41–38            | 8–6                | 64,666             |
| 16                | 21 dicembre        | at St. Louis Rams      | S 10–27            | 8–7                | 66,061             |
| 17                | 28 dicembre        | Cleveland Browns       | S 14–22            | 8–8                | 65,362             |

## Classifiche
| AFC Central Division |    |    |   |      |     |      |     |     |     |
|                      | V  | S  | P | %    | DIV | CONF | PF  | PS  | STR |
| (4) Baltimore Ravens | 10 | 6  | 0 | .625 | 4–2 | 7–5  | 391 | 281 | V2  |
| Cincinnati Bengals   | 8  | 8  | 0 | .500 | 3–3 | 6–6  | 346 | 384 | S2  |
| Pittsburgh Steelers  | 6  | 10 | 0 | .375 | 3–3 | 5–7  | 300 | 327 | S1  |
| Cleveland Browns     | 5  | 11 | 0 | .313 | 2–4 | 3–9  | 254 | 322 | V1  |